# 3860 Пловдів
3860 Пловдів (3860 Plovdiv) — астероїд головного поясу, відкритий 8 серпня 1986 року.
Тіссеранів параметр щодо Юпітера — 3,291.